# 삼성 SM510/SM530
삼성 SM510/SM530(Samsung Yamousine SV110)은 르노삼성자동차가 제작한 대형 트럭이다. 이 차는 르노삼성자동차의 유일한 대형 트럭으로, 1994년 11월에 출시되었다. 하지만 르노삼성자동차가 파산함에 따라 2000년에 SM510, SM530과 함께 후속 차종 없이 단종되었다.